# Gailtaler Alperne
Gailtaler Alperne er en bjergkæde i de østrigske delstater Kärnten og Tyrol (Østtyrol). Gailtaler Alperne er kalkbjerge, der ligger på Alpernes betydende forkastningszone – den Periadriatiske linje, og Gailtaler Alperne hører derfor geologisk ikke til Sydalperne. Højeste bjerg er Große Sandspitze med en højde på 2.770 m.
Bjergkæden er syd for Centralalperne en rest af de østalpine kalkalper, der i forbindelse med dannelsen af Alperne blev skubbet væk fra Centralalperne mod nord og i dag udgør Nordlige Kalkalper. Bjergkæden regnes efter primært geografiske kriterier til Sydlige Kalkalper.
I en bred sprække mellem Gailtaler Alperne og bjerget Goldeck ligger Kärntens højest beliggende badesø Weissensee i en højde af 930 meter.

## Nomenklatur
Østalperne navne følger i Østrig som hovedregel den nomenklatur, som formanden for den "Tyske og Østrigske Alperforening" udgav første gang i 1924 og som siden er revideret i 1984. Her er Gailtaler Alperne underopdelt i Lienzer Dolomiten og Drauzug.
Efter lokale traditioner kaldes hele bjergkæden imidlertid Drauzug, som er underopdelt i Lienzer Dolomiten og Gailtaler Alpen. I de to nomenklaturer er der således byttet om på Drauzug og Gailtaler Alperne.

## Højeste bjerge
Højeste bjerge i Gailtaler Alperne er:
- Grosse Sandspitze, 2.772 m
- Spitzkofel, 2.718 m
- Eggenkofel, 2.590 m
- Reisskofel, 2.371 m
- Torkofel, 2.275 m
- Mitterkofel, 2.247 m
- Latschur, 2.236 m
- Jaukenhöhe, 2.234 m
- Dobratsch, 2.166 m
- Goldeck, 2.142 m
- Spitzegel, 2.118 m
- Vellacher Egel, 2.108 m

46°41′31″N 13°10′29″Ø / 46.6919°N 13.1747°Ø